# 杜厦图书馆

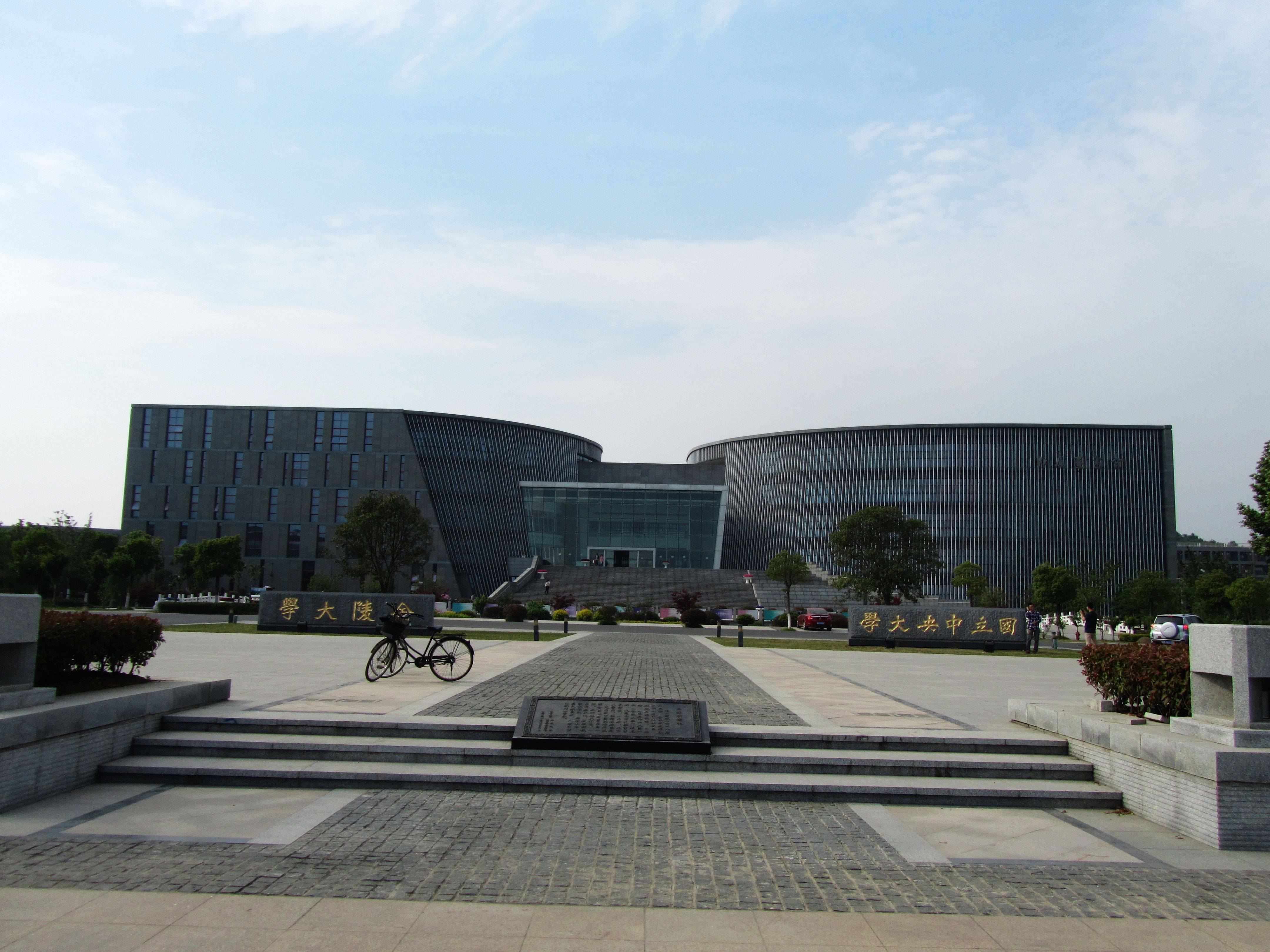
杜厦图书馆及二源广场。

杜厦图书馆为南京大学仙林校区图书馆，位于南京市栖霞区仙林大道163号。由南京大学校友、天津家世界商业有限公司董事长杜厦先生捐资建设，总投资超过2亿元，总建筑面积53000平方米，是江苏省藏书量最大、中国大陆藏书量前三的高校图书馆。

## 外部連結
- 官方网站
- 走近那本“打开的书”——南京大学杜夏图书馆的审美解读 （页面存档备份，存于）